# محمود عبدالرحمان
محمود عبدالرحمان (به عربی: محمود عبدالرحمن، آوانگاری: زادهٔ ۲۶ آوریل ۱۹۹۷) یک کشتی‌گیر فرنگی‌کار اهل کشور مصر است. وی سابقه حضور در المپیک ۲۰۲۴ پاریس را دارد.  